# Марсело Риос
Марсело Андрес Риос Майорга (на испански: Marcelo Andrés Ríos Mayorga) е чилийски тенисист, роден на 26 декември 1975 г. в Сантяго. Риос е първият латиноамерикански тенисист, достигнал първо място в световната ранглиста, където изкарва общо шест седмици – в периода 30 март – 26 април и 10 август – 23 август. Той е едно от лошите момчета в тениса, забърквал се е в доста скандали.

## Кариера
Риос започва да тренира тенис на девет години в клуб близо до семейната къща. През годините минава през различни академии. Никой не оспорва таланта му, но ниският му ръст според мнозина представлява пречка в развитието му. Дори известният Ник Болетиери заявява, че Марсело е много талантлив, но се обзалага, че ръстът му ще му попречи да стане топ тенисист. С годините обаче Риос става все по-добър, а самият Болетиери по-късно става негов треньор.
През 1993 г. Риос окончателно се утвърждава като един от най-добрите млади тенисисти. През тази година той печели няколко турнира за юноши, сред които Откритото първенство на САЩ. С тези успехи той се изкачва на първо място в ранглистата за юноши.
През 1994 става професионалист и само две седмици след дебюта си на по-престижен турнир в Барселона, печели първата си титла от Чалънджър турнир (в Дрезден). Година по-късно печели три турнира от АТП Тур – в Болоня, Амстердам и Куала Лумпур. През 1996 г. печели турнира в Санкт Пьолтен и става първият чилиец, влязъл в топ 10 на световната ранглиста. През 1997 печели един турнир от сериите Мастърс – в Монте Карло.
1998 е най-добрата година в кариерата на Риос: седем титли – Мастърсите в Индиън Уелс, Маями и Рим, Купата на Големия шлем и от турнирите в Окланд, Санкт Пьолтен и Сингапур, както и финал на Откритото първенство на Австралия. След победата си над Андре Агаси на финала в Маями, Риос излиза начело в световната ранглиста, където прекарва общо шест седмици, а в края на годината завършва на второ място след Пийт Сампрас. Превземането на първото място изкарва много чилийци да празнуват по улиците, а Риос е поканен в президентския палат Ла Монеда, пред който го очакват 10 000 души. Освен че е първият латиноамериканец номер едно в ранглистата, Риос е и единственият тенисист на тази позиция, който не е печелил турнир от Големия шлем. Това е една от причините да бъде преструктурирана системата за раздаване на точки за ранглистата в мъжкия тенис.
Следващата година Риос е измъчван от контузии, но въпреки това успява да спечели Хамбург Мастърс и да защити титлите си в Санкт Пьолтен и Сингапур. В края на годината подлага на операция и двата си крака. Оттогава играта му вече не е същата, той блести само на моменти. Пропуска немалко турнири, като една от принудителните паузи е от осем месеца през 2003 и 2004 г. Дотогава Риос успява да спечели още турнирите в Умаг, Доха, Хонконг и Чалънджъра в Сантяго. Освен това през август 2003 г. той печели два сребърни медала от Панамериканските игри в Санто Доминго – на сингъл и на двойки. На 16 юли 2004 Марсело обявява края на състезателната си кариера и организира турне из цялата си родина, където играе срещу местни и международни тенис величия.
На 29 март 2006 Риос дебютира в Tour of Champions, тенисверигата за ветерани. Печели титла още на първия си турнир в Доха. Завършва годината на първо място в ранглистата за ветерани, като има шест титли и 25 поредни спечелени мача. Участието му във веригата обаче предизвиква и недоволство, например от страна на Джон Макенроу, защото Риос със своите 30 години е значително по-млад от някои от ветераните. Риос обявява, че ще се завърне в професионалния тенис за турнира във Виня дел Мар, но контузия в гърба му попречва да осъществи тази идея.
На 30 март 2007 в Сантяго Марсело играе демонстративен мач срещу Андре Агаси. Този двубой е в чест на победата на Риос срещу Агаси през 1998, след която чилиецът оглавява ранглистата. Риос побеждава с 6–3, 3–6, 6–4.

## Личен живот
През декември 2000 г. Риос се жени за костариканката Джулиана Сотела, която през юни 2001 му ражда дъщеря. През 2004 двамата се развеждат. През април 2005 Риос се жени повторно, този път за модела Мария Еужения Лараин, която е бивша годеница на чилийския футболист Иван Саморано. През септември същата година те се разделят след инцидент, за който Мария обвинява Марсело. Самият той обявява, че сватбата му с нея е най-голямата грешка в живота му.

## Скандали
Скандалите, в които Риос се е забърквал:
- През 1998, по време на турнира в Щутгарт, е глобен с 10 000 долара за шофиране с превишена скорост.
- Избран е за знаменосец на откриването на Олимпиадата в Сидни, но се отказва буквално в последната минута, защото Чилийския Олимпийски Комитет не дава на родителите му обещаните им билети за церемонията. Знаменосец в крайна сметка е колегата му Николас Масу.
- Прегазва с джипа си кондиционния си треньор Мануел Асторга и наранява стъпалото му.
- Приятелката му Джулиана Сотела се разделя с него след като списание публикува снимки на Риос, танцуващ страстен танц с непозната жена в парижка дискотека. По-късно, по време на пресконференция за Купа Дейвис, той моли приятелката си за прошка и завършва пресконференцията разплакан.
- Втората му съпруга, Мария Еужения Лараин го обвинява, че я е изхвърлил от колата си по време на посещение в Коста Рика. Лараин се появява на летището в Сантяго в инвалидна коричка и демонстративно показва натъртвания по краката си. Риос твърди, че те са вследствие на падане по време на каране на ски.
- Същата заявява, че той се е подлагал на лечение за алкохолизъм.
- През 2001 г. в Рим е арестуван защото е ударил с юмрук шофьор на такси. След това се сбива и с полицаите, които се опитват да го арестуват.
- През 2003 Риос уринира върху мъж в тоалетната в бар в Ла Серена. По-късно е изхвърлен от хотела си, защото плува гол в басейна.
- Същата година той и негов приятел са изгонени от бар в Сантяго, защото обиждат посетители и се карат със сервитьорите. Двамата са арестувани и по-късно освободени.
- По време на Уимбъллдън заявява, че тревата е за крави и футбол, а не е подходяща за игра на тенис.
- През 2000 г. е дисквалифициран на турнира в Лос Анджелис, защото на мач от първия кръг напсува съдията на стола. Глобен е с 5000 долара.

## Кариерна статистика

#### Финали на турнири отГолям шлем(1)
| година | турнир       | съперник    | резултат      |
| ------ | ------------ | ----------- | ------------- |
| 1998   | ОП Австралия | Петер Корда | 2–6, 2–6, 2–6 |

#### Титли наКупа на големия шлем(1)
| година | турнир               | съперник    | резултат                     |
| ------ | -------------------- | ----------- | ---------------------------- |
| 1998   | Купа на големия шлем | Андре Агаси | 6–4, 2–6, 7–6(7–1), 5–7, 6–3 |

#### Титли оттурнири от сериите Мастърс(5)
| година | турнир            | съперник във финала | резултат                          |
| ------ | ----------------- | ------------------- | --------------------------------- |
| 1997   | Монте Карло       | Алекс Кореча        | 6–4, 6–3, 6–3                     |
| 1998   | Индиън Уелс Оупън | Грег Руседски       | 6–3, 6–7(15–17), 7–6(7–4), 6–4    |
| 1998   | Маями Оупън       | Андре Агаси         | 7–5, 6–3, 6–4                     |
| 1998   | Италия Оупън      | Алберт Коста        | отказва се                        |
| 1999   | Германия Оупън    | Мариано Сабалета    | 6–7(5–7), 7–5, 5–7, 7–6(7–5), 6–2 |

#### Финали натурнири от сериите Мастърс(2)
| година | турнир       | съперник във финала | резултат            |
| ------ | ------------ | ------------------- | ------------------- |
| 1997   | Италия Оупън | Алекс Кореча        | 5–7, 5–7, 3–6       |
| 1999   | Монте Карло  | Густаво Куертен     | 4–6, 1–2 отказва се |

### ATP финали (18 титли; 31 финала)
|        | П–З   | Година | Турнир                 | Клас           | Настилка   | Опонент           | Резултат                          |
| ------ | ----- | ------ | ---------------------- | -------------- | ---------- | ----------------- | --------------------------------- |
| Победа | 1–0   | 1995   | Болоня Аутдор          | Световни серии | Клей       | Марсело Филипини  | 6–2, 6–4                          |
| Победа | 2–0   | 1995   | Нидерландия Оупън      | Световни серии | Клей       | Ян Симеринк       | 6–4, 7–5, 6–4                     |
| Победа | 3–0   | 1995   | Малайзия Оупън         | Световни серии | Килим (з)  | Марк Филипусис    | 7–6(8–6), 6–2                     |
| Загуба | 3–1   | 1995   | Чили Оупън             | Световни серии | Клей       | Слава Доседел     | 6–7(3–7), 3–6                     |
| Загуба | 3–2   | 1996   | Тенис Ченъл Оупън      | Световни серии | Твърда     | Уейн Ферейра      | 6–2, 3–6, 3–6                     |
| Загуба | 3–3   | 1996   | Барселона Оупън        | Шампионски     | Клей       | Томас Мустер      | 3–6, 6–4, 4–6, 1–6                |
| Победа | 4–3   | 1996   | Хипо Груп Интернешънъл | Световни серии | Клей       | Феликс Мантиля    | 6–2, 6–4                          |
| Загуба | 4–4   | 1996   | Чили Оупън             | Световни серии | Клей       | Ернан Гуми        | 4–6, 5–7                          |
| Загуба | 4–5   | 1997   | Оупън 13               | Световни серии | Твърда (з) | Томас Енквист     | 4–6, 0–1 отказва се               |
| Победа | 5–5   | 1997   | Монте Карло Мастърс    | Супер 9        | Клей       | Алекс Кореча      | 6–4, 6–3, 6–3                     |
| Загуба | 5–6   | 1997   | Италия Оупън           | Супер 9        | Клей       | Алекс Кореча      | 5–7, 5–7, 3–6                     |
| Загуба | 5–7   | 1997   | Ю Ес Про Чемпиъншипс   | Световни серии | Твърда     | Шенг Схалкен      | 5–7, 3–6                          |
| Загуба | 5–8   | 1997   | Чили Оупън             | Световни серии | Клей       | Хулиан Алонсо     | 2–6, 1–6                          |
| Победа | 6–8   | 1998   | Окланд Оупън           | Световни серии | Твърда     | Ричард Фромберг   | 4–6, 6–4, 7–6(7–3)                |
| Загуба | 6–9   | 1998   | ОП Австралия           | Голям шлем     | Твърда     | Петер Корда       | 2–6, 2–6, 2–6                     |
| Победа | 7–9   | 1998   | Индиън Уелс Оупън      | Супер 9        | Твърда     | Грег Руседски     | 6–3, 6–7(15–17), 7–6(7–4), 6–4    |
| Победа | 8–9   | 1998   | Маями Оупън            | Супер 9        | Твърда     | Андре Агаси       | 7–5, 6–3, 6–4                     |
| Победа | 9–9   | 1998   | Италия Оупън           | Супер 9        | Клей       | Алберт Коста      | отказва се                        |
| Победа | 10–9  | 1998   | Хипо Груп Интернешънъл | Световни серии | Клей       | Винсент Спадея    | 6–2, 6–0                          |
| Победа | 11–9  | 1998   | Купа на големия шлем   | Голям шлем     | Твърда (з) | Андре Агаси       | 6–4, 2–6, 7–6(7–1), 5–7, 6–3      |
| Победа | 12–9  | 1998   | Сингапур Оупън         | Шампионски     | Твърда     | Марк Удфорд       | 6–4, 6–2                          |
| Загуба | 12–10 | 1999   | Монте Карло Мастърс    | Супер 9        | Клей       | Густаво Куертен   | 4–6, 1–2 отказва се               |
| Победа | 13–10 | 1999   | Германия Оупън         | Супер 9        | Клей       | Мариано Сабалета  | 6–7(5–7), 7–5, 5–7, 7–6(7–5), 6–2 |
| Победа | 14–10 | 1999   | Хипо Груп Интернешънъл | Световни серии | Клей       | Мариано Сабалета  | 4–4 отказва се                    |
| Загуба | 14–11 | 1999   | Кингфишър Оупън        | Световни серии | Твърда     | Магнус Норман     | 6–2, 3–6, 5–7                     |
| Победа | 15–11 | 1999   | Сингапур Оупън         | Шампионски     | Твърда     | Микаел Тилстрьом  | 6–2, 7–6(7–5)                     |
| Победа | 16–11 | 2000   | Хърватия Оупън         | Международни   | Клей       | Мариано Пуерта    | 7–6(7–1), 4–6, 6–3                |
| Победа | 17–11 | 2001   | Катар Оупън            | Международни   | Твърда     | Бохдан Улихрах    | 6–3, 2–6, 6–3                     |
| Победа | 18–11 | 2001   | Хонконг Оупън          | Международни   | Твърда     | Райнер Шютлер     | 7–6(7–3), 6–2                     |
| Загуба | 18–12 | 2002   | Стокхолм Оупън         | Международни   | Твърда (з) | Парадорн Сричапан | 7–6(7–2), 0–6, 3–6, 2–6           |
| Загуба | 18–13 | 2003   | Чили Оупън             | Международни   | Клей       | Дейвид Санчес     | 6–1, 3–6, 3–6                     |

## Титли и участия на финал

### Титли на сингъл Чаланджър (4)
| №   | Дата             | Турнир                              | Противник     | Резултат      |
| 1.  | 18 октомври 1992 | Сантяго де Чиле, Чили, 2-ра седмица | Диего дел Рио | 6–1, 6–3      |
| 2.  | 25 октомври 1992 | Сантяго де Чиле, Чили, 2-ра седмица | Карлос Енгел  | 6–3, 6–2      |
| 3.  | 15 май 1994      | Дрезден, Германия                   | Оливер Грос   | 5–7, 6–3, 6–3 |
| 22. | 4 ноември 2001   | Сантяго де Чиле, Чили               | Едгардо Маса  | 6–4, 6–2      |

| Легенда                                |
| Голям шлем (0)                         |
| Мастърс Къп (1)                        |
| Серии Мастърс (5)                      |
| АТП Тур (12+1)                         |
| Чалънджър (2)                          |
| Турнир от сателитна тенис верига (2+1) |

### Класиране в ранглистата в края на годината
| Година | 1993 | 1994 | 1995 | 1996 | 1997 | 1998 | 1999 | 2000 | 2001 | 2002 | 2003 | 2004 |
| ------ | ---- | ---- | ---- | ---- | ---- | ---- | ---- | ---- | ---- | ---- | ---- | ---- |
| Сингъл | 562  | 107  | 25   | 11   | 10   | 2    | 9    | 37   | 39   | 24   | 105  | 835  |
| Двойки | -    | 185  | -    | 274  | 224  | 288  | -    | 182  | 281  | 410  | 468  | 1125 |

### Титли на двойки (2)
| №  | Дата             | Турнир                              | Партньор       | Противник               | Резултат |
| 1. | 25 октомври 1992 | Сантяго де Чиле, Чили, 3-та седмица | Франсиско Руис | Карлос Енгел Луис Руете | 6–4, 7–6 |
| 2. | 30 юли 1995      | Амстердам, Холандия                 | Шенг Схалкен   | Уейн Артърс Нийл Броуд  | 7–6, 6–2 |

### Загубени финали на двойки (3)
| №  | Дата             | Турнир                              | Партньор       | Противник                    | Резултат      |
| 1. | 11 октомври 1992 | Сантяго де Чиле, Чили, 1-ва седмица | Франсиско Руис | Оскар Бустос Улисес Серда    | 4–6, 3–6      |
| 2. | 1 ноември 1992   | Сантяго де Чиле, Чили, 4-та седмица | Франсиско Руис | Карлос Енгел Луис Руете      | 6–7, 2–6      |
| 3. | 11 март 2001     | Скотсдейл, Аризона, САЩ             | Шенг Схалкен   | Доналд Джонсън Джаред Палмър | 6–7(3–7), 2–6 |

### Отборни титли (1)
| №  | Дата        | Турнир                                     | Съотборници                    | Противник | Резултат |
| 1. | 24 май 2003 | Световна отборна купа, Дюселдорф, Германия | Фернандо Гонсалес Николас Масу | Чехия     | 2–1      |